# Ефективність молитви

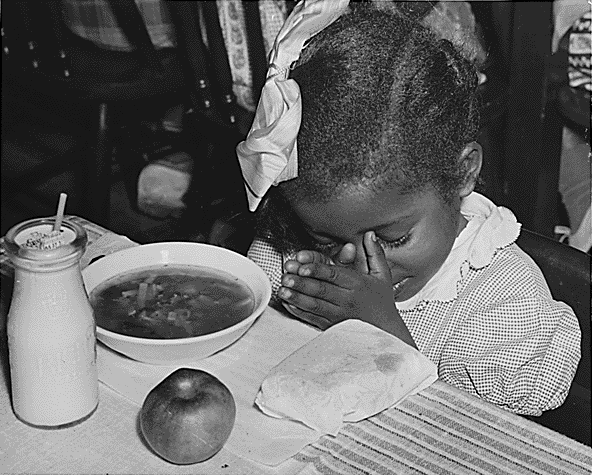
Дитина молиться перед обідом у США під час Великої депресії

Ефективність молитви вивчається принаймні з 1872 року, здебільшого шляхом експериментів, які мають визначити, чи молитва має вплив на здоров’я людини, за яку підноситься молитва. В цілому, такі дослідження показують відсутність значного впливу молитви на здоров'я, хоча деякі релігійні діячі вважають такі дослідження неприйнятними.
Найбільше дослідження, проведене в рамках проекту STEP 2006 року, не виявило суттєвих відмінностей у пацієнтів, які одужують після операції на серці, незалежно від того, молилися за них чи ні. Мета-аналіз кількох досліджень, опублікований у 2000 році, розглядав 2774 пацієнтів у 23 дослідженнях і виявив, що 13 досліджень показали статистично значущі позитивні результати, 9 досліджень не показали ефекту, а 1 дослідження показало негативний результат. Мета-аналіз 14 досліджень 2006 року дійшов висновку, про відсутність помітного ефекту від молитви, а огляд 2007 року повідомив про непереконливі результати, зазначивши, що 7 із 17 досліджень мали невеликий, але статистично значущий розмір ефекту, хоча три найбільш методологічно суворі дослідження не дали значних результатів.
Хоча деякі релігійні групи стверджують, що сила молитви очевидна, інші сумніваються, чи можна виміряти її вплив, і навіть висловлюють сумніви стосовно того, чи молитва взагалі може бути предметом емпіричного аналізу і чи ця тема взагалі належить до сфери науки. Згідно з Washington Post, «...молитва є найпоширенішим доповненням до традиційної медицини, значно випереджаючи акупунктуру, трави, вітаміни та інші альтернативні засоби». У порівнянні з іншими науково дослідженими галузями, ретельних досліджень молитви відносно мало. Щороку у всьому світі на такі дослідження витрачається всього лише близько 5 мільйонів доларів.